# Johann Jakob von Wittgenstein
Johann Jakob von Wittgenstein (né le 24 février 1754 à Cologne, mort le 15 mars 1823 dans la même ville) est un juriste, banquier et homme politique allemand.

## Biographie
Il a été bourgmestre de Cologne une première fois entre 1796 et 1797.
En 1803, Johann Jakob Wittgenstein fut nommé maire par le consul de France Napoléon et inaugura solennellement ses fonctions le 19 août 1803. À la tête de l’administration municipale, le maire est à la fois président de la Chambre de commerce et président des pauvres, de la santé et de l’école.
En 1804, Wittgenstein fut également consulté pour des questions commerciales à Mayence. Napoléon Ier le nomma Chevalier de la Légion d'honneur  en signe de reconnaissance. Le maire participe également à la célébration du mariage de l’Empereur à Paris en 1811. À l’occasion du baptême de Roi de Rome le 9 juin 1811, von Wittgenstein est fait Chevalier de l'Empire.
Après l’occupation de Cologne par les troupes alliées à la fin du 1er Empire le 15 janvier 1814, Von Wittgenstein est d’abord resté en fonction. il fut relevé de ses fonctions le 11 mai 1815.
L’ancien maire Johann Jakob von Wittgenstein est décédé le 15 mars 1823 dans sa ville natale.

## Distinctions
- Chevalier de la Légion d'honneur (par décret du 16 octobre 1803)[3].

## Héraldique[4]
| Figure | Blasonnement |
| ------ | --- |
|        | Chevalier Johann Jakob von Wittgenstein et de l'Empire, lettres patentes du 18 juillet 1811, Chevalier de la Légion d’honneur. D'Argent à deux pals de sable ; à la bande de gueules brochant et chargée du signe des chevaliers légionnaires . |